# سايتو (ميازاكي)
مدينة سايتو (بالإنجليزية: Saito) هي أحد المدن التابعة لمحافظة ميازاكي. تأسست رسميًا في 01/11/1958. ويقدر عدد سكانها بـ 33290 نسمة حسب تقدير مكتب الإحصاء الياباني لعام 2012. تبلغ مساحة سايتو 438.56 كم2. بكثافة سكانية تبلغ 75.9 نسمة/كم2.

## أعلام
- يوشيكازو ميرا

## روابط خارجية
- الموقع الرسمي لمدينة سايتو نسخة محفوظة 28 سبتمبر 2003 على موقع واي باك مشين.
- مكتب الإحصاءات البريطاني